# 1895 na política

## Nascimentos
| Data           | Nome                                    | Profissão                                                      | Nacionalidade | Observações | Ref |
| -------------- | --------------------------------------- | -------------------------------------------------------------- | ------------- | ----------- | --- |
| 22 de Janeiro  | Plínio Salgado                          | político e jornalista fundador da Ação Integralista Brasileira | Brasil        | m. 1975     |     |
| 21 de Maio     | Lázaro Cárdenas del Río                 | presidente do México de 1934 a 1940                            | México        | m. 1970     |     |
| 17 de agosto   | António Ferro                           | jornalista, político e escritor                                | Portugal      | m. 1956     |     |
| 4 de Outubro   | Richard Sorge                           | jornalista e espião da União Soviética                         | Império Russo | m. 1944     |     |
| 8 de Outubro   | Juan Domingo Perón                      | presidente da Argentina 1946 a 1955 e de 1973 a 1974           | Argentina     | m. 1974     |     |
| 5 de Dezembro  | Mamerto Urriolagoitia Harriague         | presidente da Bolívia de 1949 a 1951                           | Bolívia       | m. 1974     |     |
| 14 de Dezembro | Jorge VI Albert Frederick Arthur George | rei do Reino Unido de 1936 a 1952                              | Reino Unido   | m. 1952     |     |
| 27 de Dezembro | Adolfo do Amaral Abranches Pinto        | militar e político                                             | Portugal      | m. 1981     |     |

## Mortes
| Data          | Nome                    | Profissão                           | Nacionalidade | Observações | Ref |
| ------------- | ----------------------- | ----------------------------------- | ------------- | ----------- | --- |
| 19 de janeiro | António Luís de Seabra  | jurisconsulto e magistrado judicial | Portugal      | n. 1798     |     |
| 29 de Junho   | Floriano Vieira Peixoto | Presidente do Brasil de 1891 a 1894 | Brasil        | n. 1839     |     |